# Relâmpago (filme de 1952)
Inazuma (稲妻, lit. raio) (bra/prt: Relâmpago) é um filme de drama japonês de 1952 dirigido por Mikio Naruse. É baseado num romance de Fumiko Hayashi publicado em 1936 e sendo o segundo de uma série de adaptações do trabalho de Hayashi por Naruse, após o filme Meshi de 1951.

## Sinopse
Kiyoko, de 23 anos, trabalha como guia turística em na capital Tóquio. Assim como sua mãe solteira e seus três irmãos mais velhos, todos de pais diferentes, ela mora na área de Shitamachi, na grande metrópole. De seus irmãos, Kiyoko é mais próxima de sua irmã Mitsuko, que administra uma loja de roupas com seu marido Rohei. Seu irmão Kasuke é um veterano de guerra desempregado que perde tempo em máquinas de pachinko. Sua irmã mais velha, Nuiko, faz com que seu marido Ryuzo invista em um empreendimento hoteleiro do padeiro Tsunakichi, que secretamente é amante de Nuiko. Nuiko pressiona Kiyoko para namorar Tsunakichi, e até dá um tapa em Kiyoko quando ela se recusa a vê-lo. Quando Rohei morre, sua amante secreta, Ritsu, aborda Mitsuko e reivindica uma parte do seguro de vida de Rohei porque ele é o pai de seu filho recém-nascido. Além disso, Nuiko, Kasuke e a mãe querem pedir dinheiro emprestado a Mitsuko para financiar seus próprios interesses. Mitsuko finalmente decide usar o dinheiro devido as demandas de Ritsu e para abrir sua própria cafeteria.
Kiyoko fica frustrada com as tensões em sua família e se muda para um apartamento onde passa a morar sozinha. Ela conhece Shuzo e Tsubomi, um irmão e uma irmã de sua idade que moram no apartamento ao lado, onde Kiyoko e Shuzo lentamente desenvolvem um interesse amoroso um pelo outro. Durante uma visita ao novo café de Mitsuko, Kiyoko fica enojada ao ver que Tsunakichi agora também está envolvido nos negócios de sua irmã e possivelmente sendo amante dela, decidindo que tem de lutar contra seus avanços intrusivos na nova loja. Quando sua mãe vem procurar Mitsuko, não dando notícias de suas há muito tempo, na casa de Kiyoko, elas discutem sobre os muitos pais com quem Kiyoko cresceu e começam a chorar, enquanto uma tempestade surge no lado de fora. Depois, Kiyoko se oferece para comprar roupas novas de verão para sua mãe e a leva para casa.

## Elenco
- Hideko Takamine como Kiyoko
- Mitsuko Miura como Mitsuko
- Chieko Murata como Nuiko
- Chieko Nakakita como Ritsu
- Kenzaburo Uemura como Ryuzo
- Kyōko Kagawa como Tsubomi
- Jun Negami como Shuzo
- Sakae Ozawa como Tsunakichi
- Maruyama Osa como Kasuke
- Kumeko Urabe como mãe

## Recepção
Donald Richie, crítico americano de cinema, chamou Relâmpago de uma "realização quase perfeita do romance de Fumiko Hayashi" e "uma união equilibrada de literatura e cinema".

## Legado
Relâmpago foi exibido no Museu de Arte Moderna em 1985 e no Harvard Film Archive em 2005  como parte de suas retrospectivas sobre as obras do diretor Mikio Naruse.

## Prêmios
- Blue Ribbon Awards de Melhor Filme, Melhor Diretor (Mikio Naruse) e Melhor Atriz Coadjuvante (Chieko Nakakita)[9]
- Mainichi Film Awards de Melhor Trilha Sonora (Ichirō Saitō) e Melhor Atriz Coadjuvante (Chieko Nakakita)[10]